# Treuenfels (Adelsgeschlecht)

Wappen derer von Treuenfels

Treuenfels ist der Name eines mecklenburgisch-preußischen Adelsgeschlechts. Die Familie besteht gegenwärtig fort.
Es besteht keine Stammverwandtschaft zu Carl Bernhard Brodorotti von Treuenfels, der 1808 nobilitiert wurde. Gleichermaßen nichtverwandt sind die abgegangenen Bidembach von Treuenfels oder die badischen Weber von Treuenfels. Mit identischem Wappen und Prädikat wurde 1723 ebenfalls Johann Leopold Hedt nobilitiert.

## Geschichte
Der Postinspektor Johann Cannolt (1630–1706) wurde am 4. November 1689 durch König Karl XI. mit dem Adelsprädikat von Treuenfels in den schwedischen Adelstand gehoben. Die Familie Cannolt stammte ursprünglich aus der Lausitz und betrieb Weinhandel. Postmeister Johann Cannolt wurde vom schwedischen König für die Treue geadelt, die er ihm während der kurzfristigen Besetzung Wismars durch die Dänen während des Dreißigjährigen Krieges gehalten hatte. Der Name sollte, wie bei ähnlichen Familien einer neuen briefadelige Schicht in Schweden und Dänemark, die Beziehung zum Herrscherhaus dokumentieren. Seit dem Ende des 17. Jahrhunderts ist die Familie nach Mecklenburg grundgesessen nachweisbar. Johann kaufte 1693 im Alter von 63 Jahren das Gut Golchen, nordöstlich vom Schweriner See. Er heiratete am 3. Februar 1699 in zweiter Ehe Juliane von der Lippe, die ihm trotz seines fortgeschrittenen Alters noch fünf Kinder schenkte und ihren Ehemann um 40 Jahre überlebte. Er liegt in der Kirche von Brühl begraben. Der Stamm seines Erstgeborenen Johann-Julius starb 1904 in männlicher Linie aus. Alle heutigen Stämme der Familie gehen auf den jüngsten, an dem Tage als sein Vater starb, geborenen Daniel Friedrich (1706–1777) und seine Frau Charlotte Elisabeth von Barner zurück. Da zwei seiner Söhne im Alter von 1 und 3 Jahren kurz hintereinander am 11. Juli 1746 und am 17. Juli 1746 im Golchener See ertranken, verkaufte er das Gut. Er erwarb 1759 Benz-Briest (1.397 Hektar) und 1765 Neuhof-Boissow (1.555 Hektar). Seine Söhne Georg Conrad (1747–1814) und Hans Gottfried Karl (1739–1806) bewirtschafteten diese 4 Güter. Da letzterer kinderlos blieb, gingen sie an Ernst Friedrich (1786–1857), der noch weitere Güter (1819 Alt- und Neu Horst, 1829 Möllenbeck mit Repzin und Horst, 1834 Gerdshagen) hinzukaufte. Er wurde in Benz geboren und ist mit seiner Frau Margarete geb. von Bülow aus Zülow in Möllenbeck begraben.
Seine Söhne Wilhelm Vollrath August (1821–1900) auf Möllenbeck, Artur-Hugo (1823–1905) auf Benz und Gerdshagen und Kammerherr Carl-Jasper (1818–1894) auf Neuhof und 1872 Klenz-kl.Markow (1.058 Hektar) wurden 1862 als eingeboren in die Mecklenburgische Ritterschaft aufgenommen. 1904 verschenkte Artur-Hugo Gerdshagen an seine Nichte Elisabeth von Lowtzow, die es dann verkaufte.
Wilhelm Vollrath August von Treuenfels (1821–1900) war seit 1851 mit Freiin Marie Rosalie (1832–1865), der Tochter des Jakob von Hartmann verheiratet. Aus der Ehe gingen zwei Söhne und eine Tochter hervor. Wilhelm Vollrath August übergab das Familiengut Möllenbeck (2.216 Hektar) seinem Zweitgeborenen Ernst Adolf Bernhard Konrad (1859–1926). Zuvor kaufte er 1871 das Gut Lenschow (498 Hektar) von Friedrich Karl Albrecht von Maltzan, mit dem er seinen erstgeborenen Sohn Wilhelm Karl Arthur Albrecht (1852–1945) abfand. Dieser heiratete am 29. Januar 1879 Luise Kordula Caroline Luci von Zepelin (1856–1948). 1885 kaufte Wilhelm Karl Arthur Albrecht, genannt der Lenschower das Gut Muschwitz (364 Hektar), 1890 das Gut Herzberg (819 Hektar) von Friedrich Ernst August Hellmuth von Maltzan. 1901 erwarb er noch das Gut Diestelow (899 Hektar) und 1906 Neu Damerow (1.072 Hektar). Er war mit seiner Lebensleistung wohl der erfolgreichste Landwirt Mecklenburgs zu jener Zeit. Benz und Briest (1.397 Hektar) rettet er nach dem Tode seines Onkels Arthur Hugo (1823–1904) 1911 der Familie aus dem Konkurs eines Cousins und übergab es seinen beiden Söhnen später zu gleichem Teil, die es im Jahre 1926 an die Siedlungsgesellschaft verkauften.
Die Güter Lenschow, Herzberg und Muschwitz (1.691 Hektar) übergab er 1919 seinem erstgeborenen Sohn Hermann Ernst Wilhelm (1879–1965) sowie Diestelow und Neu Damerow (1.971 Hektar) seinem zweitgeborenen Wilhelm Karl (1880–1966). Dieser kaufte 1927 aus dem Erlös von Benz-Briest noch den Wangeliner Busch (80 Hektar) angrenzend an Damerow hinzu. Für seine Tochter Marie Luise von Treuenfels befindet sich eine Einschreibung mit der Nr. 1834 im Einschreibebuch des Klosters Dobbertin vom 6. Dezember 1891. Das Einschreibegeld wurde zurückgezahlt, da Marie am 15. November 1912 in Schwerin Friedrich Freiherr von Maltzan von Wartenberg und Penzlin heiratete. Sie starb nach langer Krankheit am 31. Januar 1920 in Damerow. Rittmeister Wilhelm Karl Arthur Albrecht von Treuenfels auf Lenschow konnte seinen Grundbesitz aus der Abfindung seines Vaters, bis zu seinem schuldenfreien Rückzug aufs Altenteil, in etwa verzehnfachen. 1945 floh er nicht vor den Russen und starb kurz nach Kriegsende am 4. Juni 1945 in Lenschow. Später konnte seine Witwe den Leichnam umbetten, er liegt neben der Herzberger Kirche begraben.
Sohn Hermann Ernst Wilhelm von Treuenfels (1879–1965) war seit 1911 mit Ehrengard Franziska von Maltzan (1890–1981) verheiratet. Aus dieser Ehe gingen vier Söhne hervor. Drei der vier Söhne, darunter auch der Erstgeborene, sind im Zweiten Weltkrieg in Russland und in Italien gefallen. Hermann Ernst Wilhelm von Treuenfels diente sich während des Ersten Weltkriegs zum Oberstleutnant hoch. Kurz vor Kriegsende 1945 und Eintreffen der Roten Armee im Raum Goldberg, Mestlin und Herzberg flüchtete Hermann von Treuenfels mit seiner Frau und dem noch verbliebenen Sohn Ehrenfried Mortimer (1916–1991) in die spätere Britische Besatzungszone. Alle drei lebten bis zu ihrem Tode in Mölln und sind dort auch bestattet worden.
Sohn Wilhelm Karl auf Damerow verheiratet mit Herta Bronsart von Schellendorff (1889–1980) aus dem Hause Marienhof floh nach seiner Kreisverweisung 1945 zunächst nach Kühlungsborn, wo die Familie noch Jahre in der Büdnerei des Schwiegervaters Friedrich Bronsart von Schellendorff den sie bis zu seinem Tode 1950 pflegten, lebten, bis sie Anfang der 50er Jahre nach Neuffen in Baden-Württemberg übersiedelten. Weitere Stämme der Familie emigrierten nach Kanada und Brasilien.
Nach der Verabschiedung des Entschädigungs- und Ausgleichsleistungsgesetz (EALG) im Jahre 1994 und der Flächenerwerbsverordnung (FIErwV) 1995, konnten vier Familienzweige Wiedereinrichter von land- und forstwirtschaftlichen Betrieben aus dem Bestand der BVVG in Mecklenburg werden.

## Trivia
Ab 1920 absolvierte Martin Bormann (1900–1945), der spätere Reichsleiter und Privatsekretär Adolf Hitlers, eine landwirtschaftliche Ausbildung zum Gutsverwalter auf Hermann von Treuenfels' Herzberger Gut. Dort war Bormann im Traditionsverband des ehemaligen Freikorps Roßbach ehrenamtlich als Abschnittsleiter der Organisation tätig. 1924 verbüßte er eine einjährige Haftstrafe wegen Beihilfe und Begünstigung im Mordfall Walter Kadow (1900–1923), dem sogenannten Parchimer Fememord. Der Hagenower Jungkommunist Walter Kadow war ebenfalls auf dem Gut in Herzberg tätig und wollte in die Reihen der Roßbachleute aufgenommen werden. Nach Bormanns Äußerung der Verräter muss weg, wurde er am 31. Mai 1923 im Wald bei Neuhof westlich von Parchim durch Rudolf Höß, den späteren Lagerkommandanten von Auschwitz ermordet.
In Herzberg erzählte man sich, wie hart und unnachgiebig der Herr von Treuenfels seine Kinder erzog. Seine beiden Söhne hatten zur rechten Zeit Ponys bekommen, um das Reiten zu lernen. An einem Sonntag fand der erste große Ausritt statt. Über die Felder ging es in Richtung Mühlenhof. Vorn weg ritt der Herr von Treuenfels auf seinem Hengst, ihm folgten nacheinander auf den Ponys die beiden Jungen. Dann sollten sie über den Warnowgraben springen, doch die Ponys trotzten dem ungewohnten Hindernis. Beim zweiten Versuch gab der Herr von Treuenfels die Peitsche und der Sprung gelang, aber die Jungen fielen ins Wasser. Wutentbrannt trabte der Herr von Treuenfels mit den Ponys in Richtung Herzberg zurück, ohne seine ungeschickten Söhne eines Blickes zu würdigen.
Ein fiktiver Harro Graf von Treuenfels ist eine der Hauptfiguren in Hedwig Courths-Mahlers 1917 veröffentlichtem Roman Griseldis.

## Historischer Güterbesitz
Grundbesitz bestand in Mecklenburg und der Ostprignitz.
- 1694–1746 Golchen
- 1730–1926 Benz und Briest, ab 1965 wüst, d. h. abgerissen.
- 1758–1945 Neuhof und Boissow bei Zarrentin
- seit 1819 Oldendorf (jetzt Neu-Horst) sowie Horst (Ratzeburgische bzw. Mecklenburg-Strelitzische Exklave im Herzogtum Lauenburg)
- 1829–1945 Möllenbeck bei Ludwigslust mit Vorwerken Horst und Carlshof-Menzendorf
- 1830–1945 Repzin
- 1834–1905 Gerdshagen
- 1871–1945 Lenschow ab etwa 1970 wüst.
- 1872–1945 Klenz mit Klein Markow
- 1885–1945 Muschwitz mit Neu Herzberg, ab 1980 wüst.
- 1890–1945 Herzberg
- 1901–1926 Diestelow mit Neuhof, ab 1975 wüst.
- 1906–1945 Neu Damerow mit Redewisch und Klein Poserin

## Wappen
Das Wappen (1689, 1735) zeigt in Blau eine aufsteigende von zwei einwärts gekehrten goldenen Posthörnern begleitete goldene Spitze, darin auf grünem Hügel ein natürlicher Palmbaum. Auf dem (blau-golden bewulsteten) Helm mit blau-goldenen Helmdecken ein von Blau und Gold übereck geteilter offener Flug.

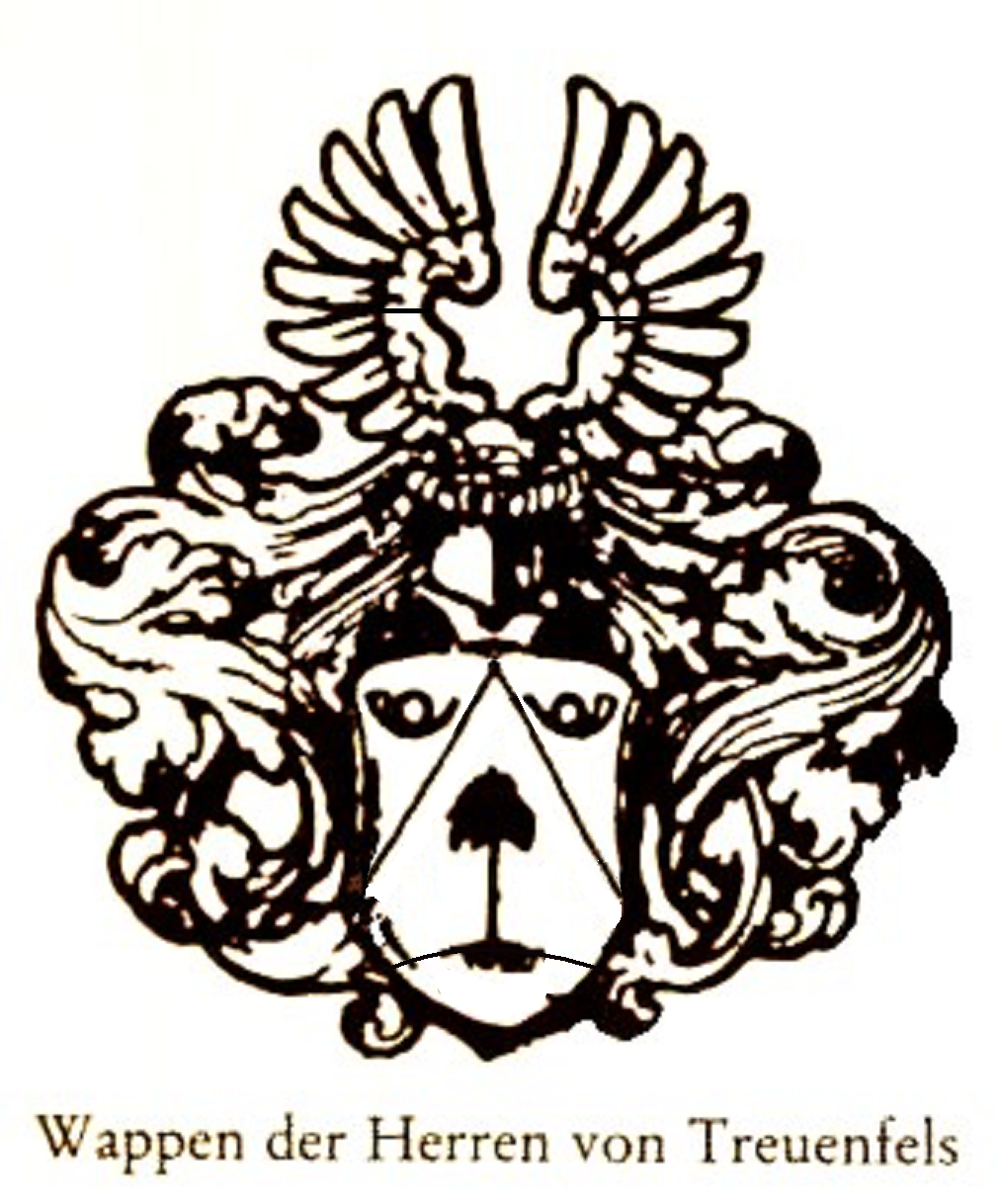
Grafik auf einem Ex Libris
Wappen derer von Treuenfels, 1689

## Angehörige
- Johann von Treuenfels (1630–1706), schwedischer Postinspektor beim Tribunal in Wismar, Erbherr auf Golchen
- Wilhelm Karl von Treuenfels (1740–1813), preußischer Generalleutnant
- Carl von Treuenfels (1863–1931), Gutsbesitzer und Mitglied des Deutschen Reichstags
- Wilhelm Friedrich von Treuenfels (1908–2002), Ingenieur für Maschinenbau-Turbinentechnik und Patentträger
- Carl-Albrecht von Treuenfels (1938–2021), Buchautor, Fotograf, Publizist und Naturschützer
- Anna-Elisabeth von Treuenfels-Frowein (* 1962), Politikerin (CDU, FDP), Mitglied der Hamburgischen Bürgerschaft
- Moritz von Treuenfels (* 1988), Film- und Theaterschauspieler